# Patrick Eudeline
Pour les articles homonymes, voir Eudeline.
Patrick Eudeline est un critique de rock, musicien, chanteur et écrivain français né le 12 mai 1954.

## Biographie
Cette section ne s'appuie pas, ou pas assez, sur des sources secondaires ou tertiaires indépendantes du sujet. Le texte peut contenir des analyses inexactes ou inédites de sources primaires.
Pour l'améliorer, ajoutez-en, ou placez des modèles {{Source secondaire souhaitée}} ou {{Source secondaire nécessaire}} sur les passages mal sourcés. (janvier 2023)
Fils d'un peintre-artisan, un « tyran domestique » selon ses dires, Patrick Eudeline fait une partie de ses études au collège Stanislas à Paris. Son Noël 1966 marque un tournant : les Élucubrations d'Antoine sont pour lui une révélation.
Il passe par l'université de Jussieu (lettres), où il suit les cours de Julia Kristeva. Il quitte l'université, et découvre les œuvres de Villiers de l'Isle-Adam et de Huysmans, il se compose un personnage de dandy. Rose Poussière de Jean-Jacques Schuhl lui donne le goût de l'écriture.
Il rejoint en 1973 le magazine Best, le mensuel du rock, dans lequel, inspiré notamment par Yves Adrien dans Rock & Folk, il écrit sa passion pour un rock à contre-courant du style hippie en vogue : Lou Reed et le Velvet Underground, Iggy Pop et les Stooges, les New York Dolls, les Flamin' Groovies, et, en 1977, les Sex Pistols.
En 1975, il fait la rencontre du romancier américain William S. Burroughs. Celui-ci lui écrit une chanson, qu'il interprète à Marrakech où il retrouve Julia Kristeva. Philippe Sollers, le mari de cette dernière, lui propose alors de collaborer à la revue Tel Quel (1976). Il a 22 ans.
C'est néanmoins par ses publications dans Best, magazine populaire (dont le tirage frise les 185 000 exemplaires en 1980), qu'Eudeline atteint la notoriété. Il contribue à faire découvrir, dans son style journalistique très personnel, qualifié par lui-même de « journalisme gonzo », le rock punk aux côtés d'autres signatures réputées de cette époque, comme celles de Christian Lebrun, Francis Dordor, Gilles Riberolles et Bruno Blum. C'est aussi Best qui fait connaître son groupe de rock.
Chanteur et guitariste du groupe Asphalt Jungle, qui a été l'un des premiers groupes de punk rock formés en France en 1977, il demeure aujourd'hui une figure de la scène rock française. Il est d'ailleurs le seul survivant du groupe (un membre a succombé à une overdose, un autre s'est suicidé et Rikki Darling a disparu). À l'époque, il joue également dans quelques formations de courte durée comme Angel Face ou Strike Up, avant de poursuivre une carrière solo.
Il sort un single, Dès demain, en 1982, puis reste pendant une longue décennie à l'écart de la scène, devenant quelque temps junkie et clochard.
Après avoir signé nombre d'articles pour Best, qui cesse alors de paraître, et (en 1993) pour Hara-Kiri, il rejoint Rock & Folk en 1994 et se remet à la musique en collaboration avec un ancien rédacteur de Best, Gilles Riberolles (ex-chanteur du groupe Casino Music). Ils réalisent ensemble un album, avec la chanteuse Myriam, qui sort en 1995. Il collabore ensuite à Nova Magazine.
Il participe en 2002 à l'album Ultrash du slammeur Nada, qui déclame ses textes sur des versions instrumentales de classiques du Velvet Underground rejouées. Eudeline, accompagné par des musiques originales, y raconte quelques anecdotes sur sa consommation d'héroïne. L'album est produit par un autre ancien de Best, Bruno Blum. 
Un autre album solo, Mauvaise étoile, paraît en 2006. Le vidéo-clip du single Mauvaise Étoile est réalisé par Virginie Despentes. Il écrit et compose également Les Hauts Murs pour Nicoletta cette même année 2006. Toujours en 2006, il produit Passe ton bac d'abord, premier témoignage discographique de la génération « babyrocker ».
D'octobre 2010 à janvier 2011, il participe au Comité de la carte, animé par Philippe Vandel, sur Paris Première.
Il publie aussi des romans, et il est, de 2002 à 2008, directeur littéraire d'une collection aux éditions Scali. Figure du dandysme parisien, Eudeline s'intéresse de plus en plus à la mode et à l'histoire de l'esthétique et écrit sur ce thème dans la presse féminine française.
Il a aussi tenu quelques rôles au cinéma et au théâtre, notamment dans Baise-moi de Virginie Despentes et dans Tel père telle fille d'Olivier de Plas.
Entre 2018 et 2021, il écrit occasionnellement dans le mensuel L'Incorrect[source insuffisante].
En 2022, il devient rédacteur en chef du magazine historique Best. Après plus de vingt ans d'absence, celui-ci reparaît sous forme de mook trimestriel, se concevant désormais comme un révélateur de talents.

## Discographie

### Singles
- 1977 (avec Asphalt Jungle) : Déconnexion (Cobra/Sonopresse COB 47002) (A : Déconnexion / Asphalt jungle B : Never mind O.D. / No escape).
- 1978 (avec Asphalt Jungle) : Planté comme un privé (Skydog SGSC 0018) (A : Planté comme un privé B : Purple heart).
- 1978 (avec Asphalt Jungle) : Polly Magoo (Pathé/EMI 2C 008-14690) (A : Polly Maggoo B : Love lane).
- 1982 (solo) : Dès demain (CBS/CBS A 2039) (A : Dès demain B : Boxeur sonné).

### Albums studio
- 1995 - Patrick Eudeline & Myriam (Absolute/Média 7 ABSOLCD 4-3356576714245) La lune est pleine/ Sunday Marine/ Le Regard des anges° / Julien / Codéine / Jezebel° / (Il y a trop de chansons qui parlent d'un...) Johnny/ L'Amour sorcier° / Anvers & Pigalle/ Le Grand 8 / Emmène-moi° / Robert Johnson / Instrumental (morceau caché) [chant: Patrick Eudeline sauf ° chant: Myriam Villefroy]
- 2006 - Mauvaise Étoile (Suave 6942147-3433435667628) Agneau glacé (agneau de dieu) / Mauvaise Étoile / Comme disait l'ami Johnny Rotten (avec Daniel Darc) / Montevideo blues / La Nuit / Faye Dunaway / Encore un verre (let's drink) / La Houle / Je n'en ai plus pour longtemps / Un jour mon prince viendra / Sunday Marine (version 2)
- 2024 - Comme Avant (Deviation Records - D-Rcds 008)  Comme Avant / Boom Boom Boom Boom / Girlie girl / (Il n'y a plus de) DRUGSTORE / Je n'attends plus personne / Le Millionnaire / Mummy / Dix petits morts sur Ordonnance / Narcisse & Elvis / Les roses noires / Je reprends la route demain / Sous vos draps° (morceau caché) [chant: Patrick Eudeline sauf ° chant: Sylvie "Brigitte" Houareau]

### Participations
- 1985 collectif - Garage 1966-1970 (Garage GAR 005) Sixteen Tons (avec Laurence Romance)
- 1988 collectif - International Fun Club vol. 2 (Rock Hardi RH005) Money (That's What I Want) (avec Les Coronados) (live)
- 1992 compilation - Rock en stock vol. 1 : anthologie du rock français des années 1980 (Comotion/Fnac/WMD 662095-3383006620951) Dès demain (1982)
- 1997 Les Coronados - ...Un lustre et plus... (Last Call/Arcade 3019512-3483901195124) Money (That's What I Want) (live) (1988)/ I Put a Spell on You (live) (1988-1997)
- 2001-2004 : collaborations à la revue d'esthétique Bil Bo K
- 2003 : Nada Ultrash (Ménilmontant International)
- 2006 (collectif) : Passe ton bac d'abord (Suave 6942148-3433439421486) Excuse-moi partenaire (live)/ Poly Maggoo (live)[réf. incomplète]

## Publications
- L'Aventure punk :
  - Première édition : éditions Le Sagittaire, Paris, 1977, 137 p.-[16] p.  (ISBN 2-7275-0042-4) (BNF 34710049).
  - Réédition : éditions Grasset, Paris, 2004, 137 p.-[16] p.  (ISBN 2-246-29052-X) (BNF 39159231).
- Ce siècle aura ta peau :
  - Première édition : éditions Florent Massot, Paris, 1997, 153 p.  (ISBN 2-908382-63-6) (BNF 36178224).
  - Réédition : éditions J'ai lu, coll. « J'ai lu » no 6033, série « Nouvelle génération », Paris, 2002, 183 p.  (ISBN 2-290-31317-3) (BNF 38829435).
- Dansons sous les bombes : roman :
  - Première édition : éditions Bernard Grasset, Paris, 2002, 283 p.  (ISBN 2-246-62331-6) (BNF 38809869).
  - Réédition (poche) : Librairie générale française, coll. « Le Livre de poche » no 30401, Paris, 2005, 214 p.  (ISBN 978-2-253-11461-1) (BNF 40052166).
- Gonzo : écrits rock, 1973-2001, éditions Denoël, coll. « X-trême », Paris, 2002, 697 p.  (ISBN 2-207-25312-0) (BNF 38900506).
- Soucoupes violentes : roman :
  - Première édition : éditions Bernard Grasset, Paris, 2004, 295 p.  (ISBN 2-246-64231-0) (BNF 39159302).
  - Réédition (poche) : Librairie générale française, coll. « Le Livre de poche » no 30954, Paris, 2008, 220 p.  (ISBN 978-2-253-12470-2) (BNF 41242848).
- Rue des Martyrs : roman, éditions Grasset et Fasquelle, Paris, 2009, 312 p.  (ISBN 978-2-246-67901-1).
- Vénéneuse : roman, éditions Flammarion, Paris, 2013, 239 p.  (ISBN 2081291215)
- Je reprends la route demain : quarante ans de vie en rock, éditions Le Mot et le Reste, coll. « Attitudes », Marseille, 2013, 304 p.  (ISBN 978-2-36054-107-2).
- Les Panthères grises, éditions de la Martinière, Paris, 2017, 176 p.  (ISBN 978-2-732-48358-0)
- Perdu pour la France, éditions Séguier, Paris, 2024, 208 p.  (ISBN 978-2-84049-976-3)

### En collaboration
- Patrick Eudeline (textes) et Muriel Delepont (photographies), Organic vision of sound, éditions Trouble-fête, Paris, 2006, 143 p.  (ISBN 978-2-914253-10-9) (BNF 40188691).

### Présentation de textes
- Goth : le romantisme noir, de Baudelaire à Marilyn Manson (présenté par P. Eudeline), éditions Scali, Paris, 2005, 154 p.  (ISBN 978-2-35012-024-9) (BNF 40059822).
- Le Dictionnaire gothic (présenté par P. Eudeline, avec des illustrations de Gabriel Gay), éditions Scali, Paris, 2007, 204 p.  (ISBN 978-2-35012-188-8) (BNF 41155285).
- Jean-Paul Bourre, Sexe, sang et rock'n'roll (présenté par P. Eudeline), éditions Scali, Paris, 2007, 280 p.  (ISBN 978-2-35012-080-5) (BNF 41001982).

### Préfaces
- Marc-Alexandre Millanvoye et Tania Bruna-Rosso, 50 ans de looks (présenté par Nova, avec une préface de P. Eudeline), Éditions Scali, Paris, 2004, 163 p.  (ISBN 2-35012-000-7) (BNF 39265935).
- Busty, Pete Doherty (préface de P. Eudeline), éditions Scali, Paris, 2006, 217 p.  (ISBN 978-2-35012-057-7) (BNF 40179898).
- Marc-Alexandre Millanvoye et Tania Bruna-Rosso, Les 69 tribus du rock (avec une préface de P. Eudeline et une postface de Jean-François Bizot), éditions Scali, Paris, 2007, 204 p.  (ISBN 978-2-35012-076-8) (BNF 40969330).
- Christian Lamet, Florence Trédez, François Gorin, Stan Cuesta, François Ducray, La Chanson française : Charles Aznavour, Georges Brassens, Jacques Brel, Léo Ferré, Serge Gainsbourg (préface de P. Eudeline), éditions Scali, Paris, 2007, 496 p.  (ISBN 978-2-35012-097-3).